# Scordiques
Sauf précision contraire, les dates de cet article sont sous-entendues « avant l'ère commune » (AEC), c'est-à-dire « avant Jésus-Christ ».

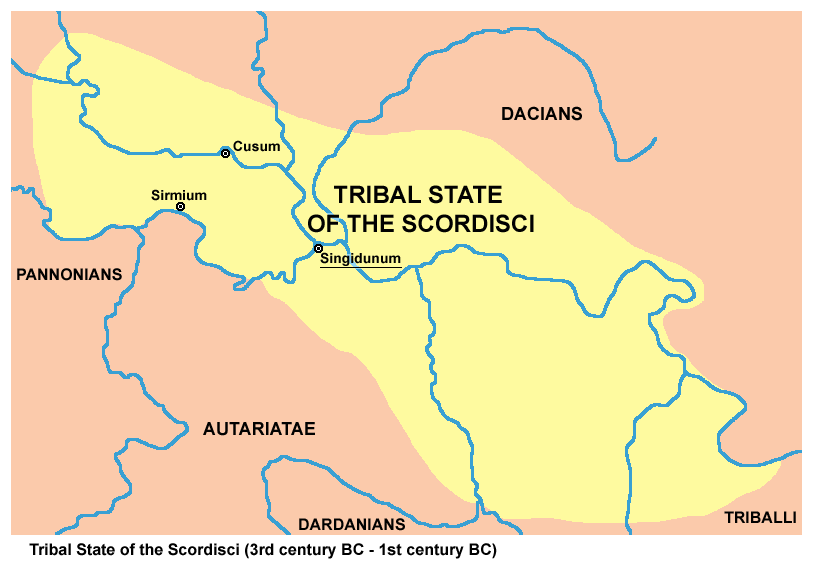

Les Scordiques, Scordisques ou Scordistes sont un peuple, probablement d'origine celtique, qui s'établit dans les Balkans entre les VIe et IIIe siècles av. J.-C.

## Histoire

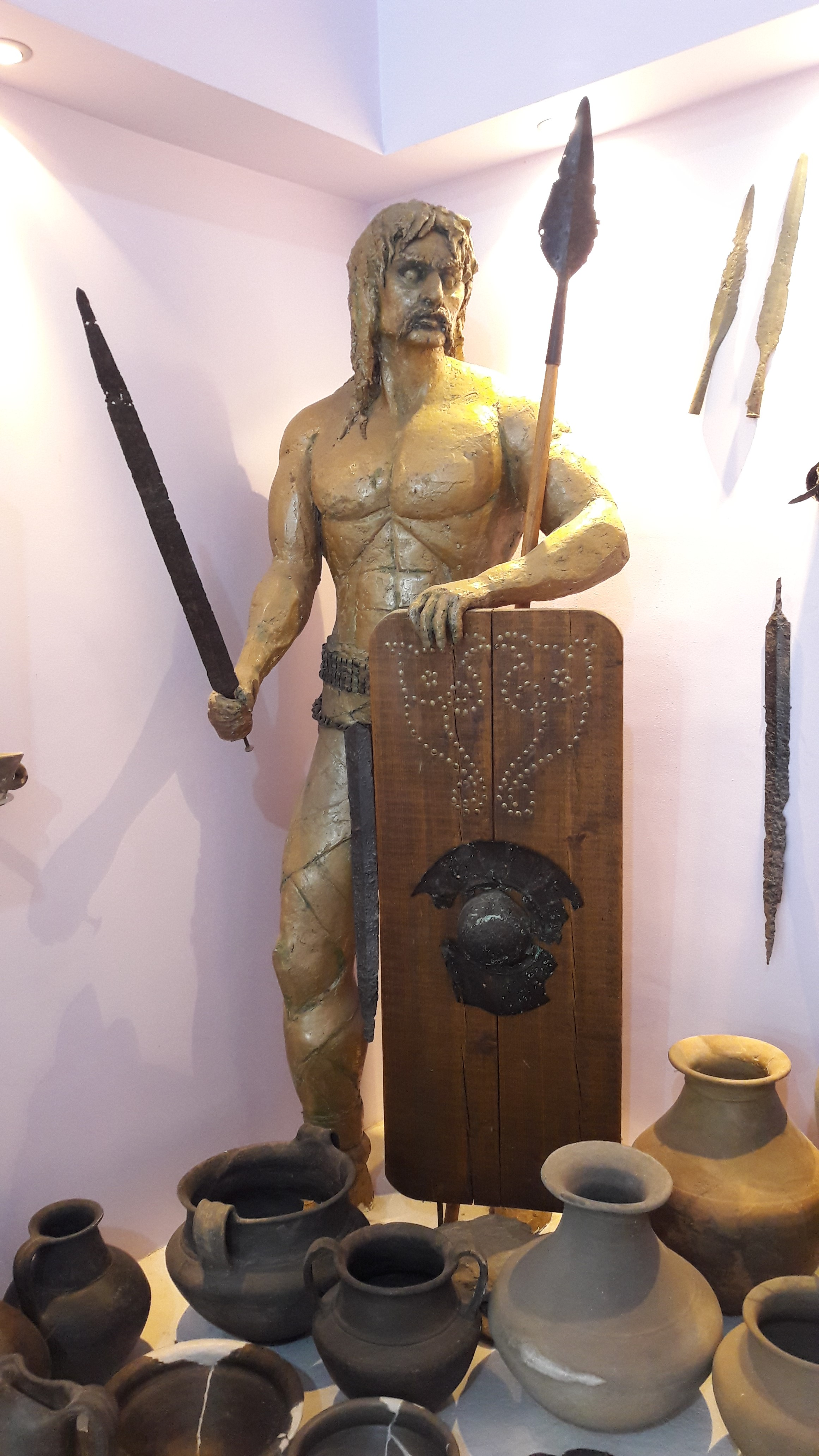
Guerrier scordique, Musée national de Požarevac

L'affiliation ethnique des Scordiques, dont le nom viendrait de Scordus qui désigne dans l'Antiquité les monts Šar, est débattue par les historiens. Certains les considèrent comme des Celtes, d'autres comme des Thraces, des Illyriens, des Germains apparentés aux Bastarnes selon Tite-Live (voir aussi Teutoburgium) ou finalement un mélange de ces derniers. Pour le géographe grec Strabon, les Scordiques sont des Celtes qui, comme les Boïens et les Taurisques, vivent depuis longtemps au milieu des populations illyriennes et thraces avec qui ils se sont mélangés.
Il semble que les ambassadeurs celtes qu'Alexandre le Grand reçoit en 335 av. J.-C. sur le Danube selon Strabon, ainsi qu'en 324 à Babylone, soient des Scordiques. En 279, ils appartiennent aux bandes qui pillent Delphes, pendant la Grande expédition, mais sont ensuite repoussés par le roi de Macédoine Antigone II Gonatas. En 278, ils fondent, sous la direction d'un roi connu sous le nom de Bathanatos (en), un oppidum (Singidunum) à proximité de la ville actuelle de Belgrade. À partir de cet endroit, ils fondent un royaume important et dominent les tribus pannoniennes entre la Save et la Drave. À plusieurs reprises, ils menacent la Macédoine et la Grèce. Ainsi, en 135, les Scordiques lancent un raid sur la Grèce qui est stoppé par leur défaite face aux Romains. En 114, ils pillent à nouveau le sanctuaire de Delphes et sont à nouveau battus par Rome en 85.
Entre 78 et 76, ils sont alliés à Mithridate VI dans sa lutte contre la République romaine. Les défaites successives qu'ils subissent face aux Romains brisent les Scordiques. Ainsi vers 63, le roi dace Burebista s'empare de leur royaume et vers 60 les tribus pannoniennes semblent indépendantes. Mithridate dans son projet d'envahir l'Italie par les Balkans ne fait plus allusion aux Scordiques mais uniquement aux Pannoniens. Les Scordiques ne sont plus guère mentionnés dans les sources antiques après les années 50 av. J.-C.

## Réputation

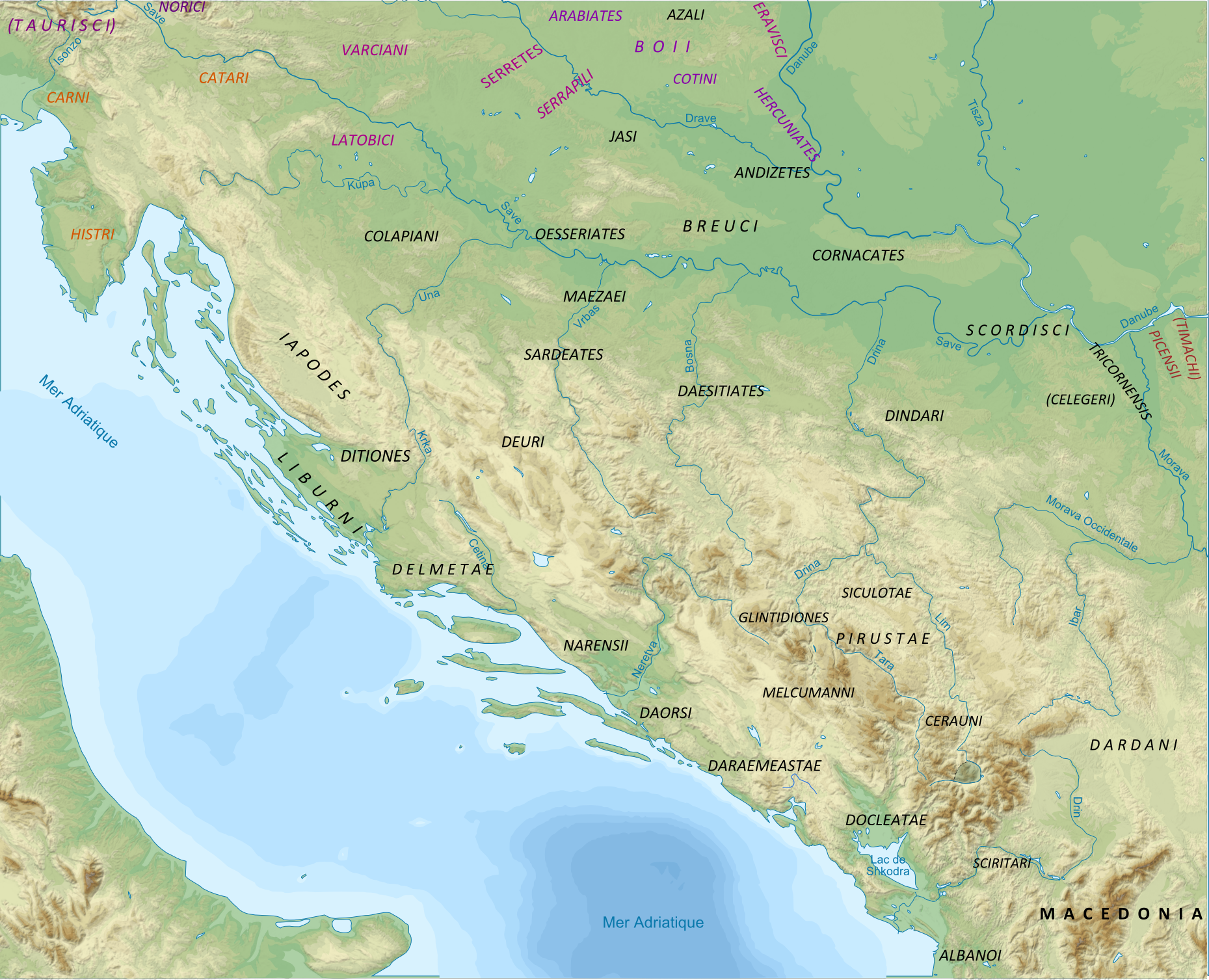
Tribus celtiques des Balkans vers 50 av. J.-C.

Les chroniqueurs considèrent les Scordiques comme particulièrement barbares et violents, et de plus anthropophages, même si la valeur historique de ces témoignages est très discutable. Ainsi à la fin de la période antique, l'historien grec Ammien Marcellin raconte que :
« Le territoire des Scordiques notamment en faisait partie, et il se rattache de nos jours à une province qui en est fort éloignée. Nos annales nous apprennent quelle était la brutale férocité de cette race, qui sacrifiait ses prisonniers à Mars et à Bellone, et buvait avec délices du sang dans des crânes humains. »
— Ammien Marcellin, Histoires, XXVII, 4.
Orose, dans le réquisitoire contre les païens qu'il écrit à la demande de saint Augustin, les considère lui aussi avec horreur :
« Pendant ce temps, Claudius, chargé, en vertu du tirage au sort, de la guerre de Macédoine, tenta de repousser par les armes hors des limites de la Macédoine des peuples divers qui s'étaient répandus à partir des monts Rhodopes et dévastaient alors la Macédoine avec la plus grande cruauté — en effet, entre autres choses effroyables à dire et à entendre, qu'ils faisaient à leurs prisonniers : en s'emparant, quand ils avaient besoin d'une coupe, de crânes humains, sanglants, encore chevelus et enduits, dans les cavités intérieures, de matière cervicale mal grattée, ils en usaient, avec avidité et sans horreur, comme de véritables coupes : de ces peuples, les plus sanguinaires et les plus farouches étaient les Scordiques. »
— Histoires contre les païens, V, 23.

## Sources antiques
- Strabon, Géographie [détail des éditions] [lire en ligne]